# Antonio Pais
Antonio Pais Castroagudín, né le 7 décembre 1938 à Padrón (province de La Corogne, Espagne), est un footballeur espagnol des années 1960 qui jouait au poste de milieu de terrain.

## Carrière
Antonio Pais débute à l'âge de 21 ans chez les professionnels en deuxième division, avec le Celta de Vigo, lors de la saison 1959-1960.
Après deux saisons au Celta, il est recruté par le FC Barcelone pour la saison 1961-1962. Son contrat est de trois ans (300 000 pesetas par saison) et Barcelone paye au Celta un transfert de 1,8 million de pesetas. Barcelone traverse une époque difficile après avoir perdu la finale de la Coupe d'Europe en 1961 et avoir transféré Luis Suárez à l'Inter de Milan pour 25 millions de pesetas.
Avec cet argent, le Barça recrute Zaldúa, Zaballa, et Pereda. Antonio Pais ne parvient toutefois pas à s'imposer en Catalogne, et ne joue que huit matchs de championnat et deux matchs de Coupe des villes de foires avec Barcelone, alors entraîné par Luis Miró, puis par Laszlo Kubala. Malgré sa classe et sa vision du jeu, Pais ne s'adapte pas au club et Barcelone décide de le transférer.
En 1962, il rejoint ainsi le RCD Majorque qui descend en D2 au terme de la saison. En 1963, Pais est recruté par le Real Saragosse, où il reste pendant six saisons. Ce sont ses meilleures années. Avec Saragosse, il remporte deux Coupes d'Espagne (1964 et 1966) et une Coupe des villes de foire (1964).
Au total, Antonio Pais dispute 170 matchs dans les divisions professionnelles espagnoles, inscrivant 29 buts dans ces championnats.

## Palmarès
Avec le Real Saragosse :
- Vainqueur de la Coupe des villes de foires en 1964
- Vainqueur de la Coupe d'Espagne en 1964 et 1966